# Naohito Hirai
Naohito Hirai (平井 直人 Hirai Naohito?, Kioto, 16 de julio de 1978) es un futbolista japonés que se desempeña como guardameta.

## Trayectoria

### Clubes
| Club                | País  | Año         |
| ------------------- | ----- | ----------- |
| Kyoto Sanga FC      | Japón | 1997 - 2010 |
| Renofa Yamaguchi FC | Japón | 2017        |
| Kataller Toyama     | Japón | 2018        |

## Estadística de carrera

### J. League
| Club                | Año   | J. League | J. League | Copa J. League | Copa J. League | Total | Total |
| Club                | Año   | Part.     | Goles     | Part.          | Goles          | Part. | Goles |
| ------------------- | ----- | --------- | --------- | -------------- | -------------- | ----- | ----- |
| Kyoto Purple Sanga  | 1997  | 0         | 0         | 0              | 0              | 0     | 0     |
| Kyoto Purple Sanga  | 1998  | 0         | 0         | 0              | 0              | 0     | 0     |
| Kyoto Purple Sanga  | 1999  | 0         | 0         | 0              | 0              | 0     | 0     |
| Kyoto Purple Sanga  | 2000  | 15        | 0         | 8              | 0              | 23    | 0     |
| Kyoto Purple Sanga  | 2001  | 15        | 0         | 0              | 0              | 15    | 0     |
| Kyoto Purple Sanga  | 2002  | 26        | 0         | 6              | 0              | 32    | 0     |
| Kyoto Purple Sanga  | 2003  | 28        | 0         | 4              | 0              | 32    | 0     |
| Kyoto Purple Sanga  | 2004  | 26        | 0         | -              | -              | 26    | 0     |
| Kyoto Purple Sanga  | 2005  | 39        | 0         | -              | -              | 39    | 0     |
| Kyoto Purple Sanga  | 2006  | 18        | 0         | 4              | 0              | 22    | 0     |
| Kyoto Sanga FC      | 2007  | 33        | 0         | -              | -              | 33    | 0     |
| Kyoto Sanga FC      | 2008  | 8         | 0         | 3              | 0              | 11    | 0     |
| Kyoto Sanga FC      | 2009  | 0         | 0         | 0              | 0              | 0     | 0     |
| Kyoto Sanga FC      | 2010  | 5         | 0         | 5              | 0              | 10    | 0     |
| Renofa Yamaguchi FC | 2017  | 0         | 0         | -              | -              | 0     | 0     |
| Kataller Toyama     | 2018  | 0         | 0         | -              | -              | 0     | 0     |
| Total               | Total | 223       | 0         | 30             | 0              | 253   | 0     |